# معركة سيفرسك
معركة سيفرسك هي معركة عسكرية خلال الغزو الروسي لأوكرانيا عام 2022، كجزء من معركة دونباس في هجوم شرق أوكرانيا الأوسع، الذي بدأ في 3 يوليو.

## خلفية

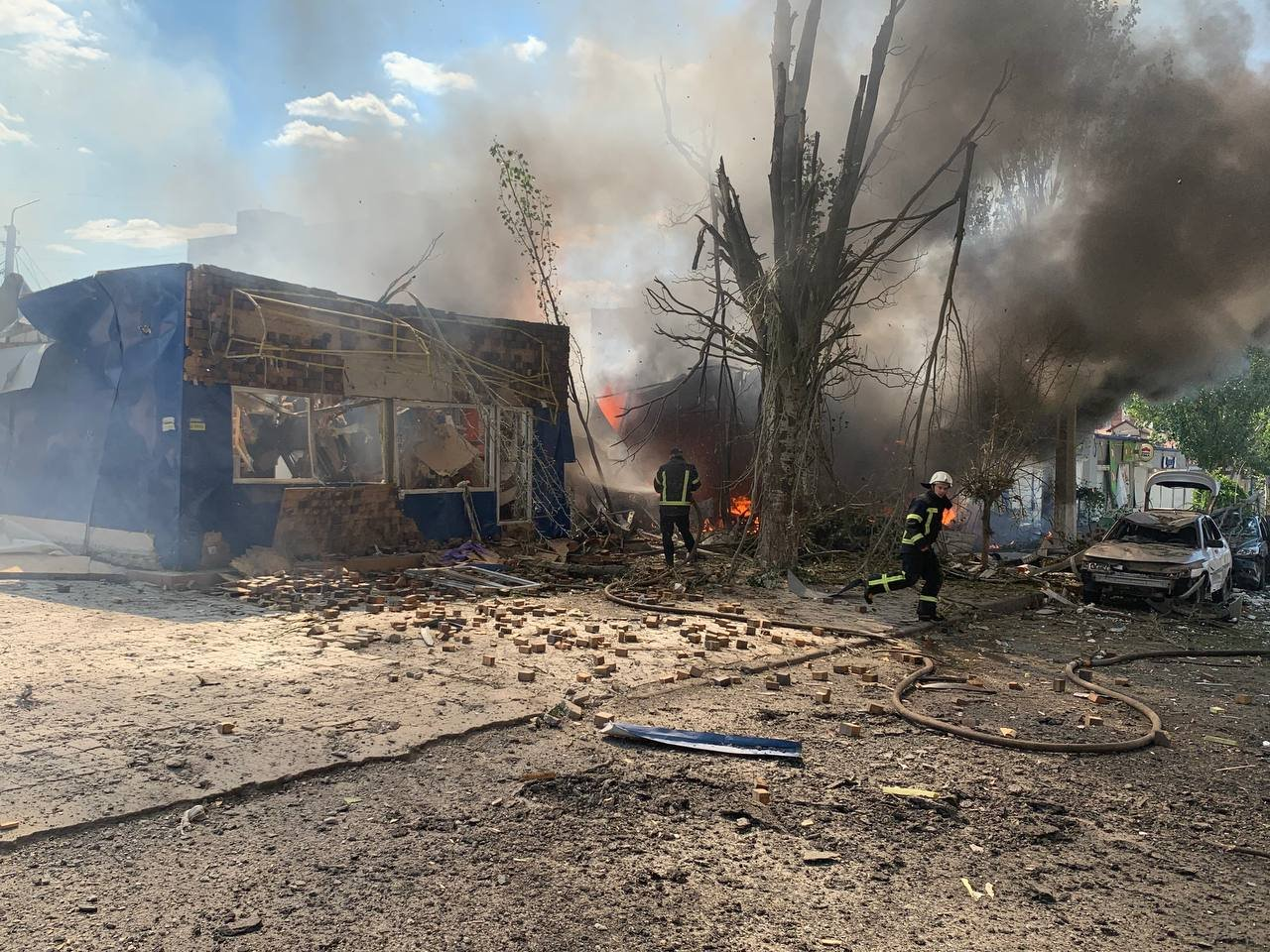
الهجوم على باخموت خلال التقدم الروسي نحو سيفرسك في 16 يوليو 2022

في 25 يونيو، استولت القوات الروسية على سفرودونتسك وسيروتين وفورونوف وبوريفسكي.   في هذا الوقت، انتقد حنا ماليار، نائب وزير الدفاع الأوكراني، المدنيين بزعم تعطيل العمليات العسكرية خلال المعركة من خلال مشاركة معلومات عسكرية على وسائل التواصل الاجتماعي. 
في 2 يوليو، انتهت معركة ليسيتشانسك بانتصار روسي آخر، وفي اليوم التالي أعلنت القوات الروسية السيطرة الكاملة على منطقة لوهانسك بأكملها. في 4 يوليو، ذكرت الغارديان أنه بعد سقوط إقليم لوهانسك، ستواصل قوات الغزو الروسي تقدمها في إقليم دونيتسك المجاور لمهاجمة مدن سلوفيانسك وباخموت. في اليوم التالي، اعترف أوليكسي أريستوفيتش، مستشار الرئيس الأوكراني، بأن ليسيتشانسك كانت في خطر السقوط في يد الروس. وقال سيرهي هايدي حاكم مقاطعة لوهانسك إن المدينة تعرضت للهجوم «بتكتيكات وحشية لا يمكن تفسيرها» وأن الروس «يتقدمون بعناد» وسط الخسائر. لاحظ المراقبون الخارجيون أن سقوط ليسيتشانسك يعني أن روسيا قد حققت هدفها الاستراتيجي المتمثل في الاستيلاء على كل من لوهانسك أوبلاست، كجزء من هدفها الأكبر المتمثل في الاستيلاء على دونباس بالكامل.   في وقت لاحق من ذلك اليوم، أكدت هيئة الأركان العامة الأوكرانية أن قواتها قد انسحبت من ليسيتشانسك،  إلا أن الرئيس زيلينسكي نفى أن المدينة قد تم الاستيلاء عليها بالكامل، قائلاً «... لا يمكننا القول بالتأكيد أن ليسيتشانسك تحت السيطرة [الروسية]. تحتدم المعارك في ضواحي ليسيتشانسك». في وقت لاحق من تلك الليلة، اعترف زيلينسكي بأن ليسيتشانسك سقطت وتعهد باستعادة المدينة في نهاية المطاف، «بفضل زيادة الإمدادات من الأسلحة الحديثة».

## المعركة
أعلنت وزارة الخارجية في جمهورية دونيتسك الشعبية في 3 يوليو أن القتال من أجل سيفرسك قد بدأ، على الرغم من رفض أوكرانيا والمراقبين الغربيين لهذا الادعاء. خلال معركة ليسيتشانسك، شن الجيش الروسي هجومًا في اتجاه سيفرسك من ثلاثة اتجاهات. تقع المدينة في الجزء الشمالي من دونيتسك، والتي تطالب بها جمهورية دونيتسك الشعبية، على بعد 30 كيلومترًا غرب ليسيتشانسك. في نفس اليوم، احتلت القوات الروسية بلدة بيلوهوريفكا، وبالتالي دخلت الحدود الإدارية لأقاليم لوهانسك ودونيتسك.  في 4 يوليو، واصلت القوات الروسية عملياتها الهجومية تجاه سيفرسك. في 6 يوليو، بدأت القوات الروسية القتال حول قرى سبيرن وفيركنوكاميانسك وهريوريفكا وبيلوهوريفكا، وكلها تقع على بعد 15 كم من سيفرسك.  بعد ثلاثة أيام، في 9 يوليو، زعمت القوات الروسية والانفصالية أنها استولت على بلدة هريفوريفكا، وهو ما أكدته وزارة الدفاع البريطانية في الثاني عشر من الشهر.  في 11 يوليو، اقتربت القوات الروسية من مسافة كيلومترات قليلة من سيفرسك. في 12 يوليو، حاولت القوات الروسية هجومًا بريًا محدودًا شرق سيفرسك. زعمت هيئة الأركان العامة الأوكرانية أن القوات الروسية تكبدت خسائر فادحة خلال هجوم فاشل على سبيرن وإيفانو داريفكا.
زعمت وسائل الإعلام الرسمية الروسية تاس، مدعومة بتصريحات لرئيس جمهورية دونيتسك دينيس بوشلين، في 13 يوليو، أنها استولت على أجزاء من سيفرسك.  ادعى القائد الانفصالي السابق إيغور جيركين أنه لم يكن هناك قتال من أجل المدينة، وأن القوات الروسية دخلت ببساطة بعد انسحاب القوات الأوكرانية. أيد فيتالي كيسيليوف، مساعد وزير الداخلية في جمهورية لوغانسك الشعبية، مزاعم المراسلين الحربيين الروس بأن القوات الروسية والقوات الانفصالية سيطرت على سيفرسك،  لكن اللقطات التي نشرتها عملية القوات المشتركة الأوكرانية أكدت أن القوات الروسية لم تستولي على سيفرسك في 14 يوليو. زعمت هيئة الأركان العامة الأوكرانية أن القوات الروسية شنت هجومًا وغارة جوية على فيرخنوكاميانسك في 15 يوليو، لكن القوات الأوكرانية صدت الهجوم. وزعمت أيضًا أن القوات الروسية حاولت الاستيلاء على سبيرن دون جدوى.
في 16 يوليو، أعلنت وزارة الدفاع الروسية استناف العمليات، التي توقفت في 4 يوليو. واصلت القوات الروسية هجماتها البرية المحدودة على سيفرسك في 16 يوليو. زعمت هيئة الأركان العامة الأوكرانية أن القوات الروسية حاولت تحسين مواقعها التكتيكية في ايفانو داريفكا وهريوريفكا، لكنها فشلت في القيام بذلك. كما قصفت القوات الروسية سيفرسك والمستوطنات المحيطة في فيرخنوكاميانسك وزفانيفكا لمواصلة تهيئة الظروف لعمليات السيطرة على المدينة.